# 菜々緒
菜々緒（ななお、1988年〈昭和63年〉10月28日 - ）は、日本の女優、モデル、タレント。本名、荒井 菜々緒（あらい ななお）。
埼玉県大宮市（現さいたま市大宮区）出身。UNiQUE所属。

## 略歴
1歳上の兄を含む4人家族の一員として埼玉県の現さいたま市大宮区にあたる大宮市内で出生。浦和学院高等学校卒業。蛯原友里に憧れてモデルを志し、高校1年生の2004年に「ミスセブンティーン」の選抜オーディションに応募。最終選考で落選した。芸能活動の開始は高校時代のことであったものの、その本格始動は2009年、埼玉県の実家から東京都内の大学へ通いながら行っていたレースクイーンの活動が1年目を迎えた頃のことであった。
高校卒業後は東京都内の共立女子大学国際学部へ進学し、学業と仕事を両立できる環境を整えるため、大学卒業に向けて入学後2年間は学業を優先し必要な単位をいち早く取得。2009年の2月頃から大学に籍を置きつつ各種芸能活動を本格化した。総合格闘技団体『戦極』のラウンドガールを務め、さらにファッション雑誌『PINKY』主催「プリンセスPINKYオーディション2009」準グランプリの獲得に続き、東京ガールズコレクション主催の同年度「メイベリン ニューヨーク presents 第7回ミス東京ガールズコレクション 」にてグランプリの座を獲得。後者の折には、スポンサーにあたるメイベリンニューヨークの「親善大使」への任命を始め、坂詰美紗子の新曲ミュージックビデオへの出演権や、次期東京ガールズコレクションへの出場権など種々の特典を受けるに至った。この年には9代目「三愛水着イメージガール」としての活動もあった。
2010年には前2009年度「レースクイーン・オブ・ザ・イヤー」を受賞（3月）。この賞をファッションモデルが獲得するのは史上初のことであった。続く4月からファッション雑誌『non-no』の専属モデルへ。同時期には自身初のイメージDVD『FOUR O'CLOCK』を発売している。「SUPER GT」のイメージガールにあたる「G☆RACE」の一員としての活動もあった。
2011年の5月頃から『GINGER〔ジンジャー〕』の専属モデルへ。歯に衣着せぬ物言いとストレートなキャラクターが好評を得たことでバラエティテレビ番組への出演が急増してゆく。同年11月には『ウレロ未確認少女』（テレビ東京系）にて女優デビュー。翌2012年にはフジテレビ系7月期『主に泣いてます』でテレビドラマ初主演。さらに同時期発売の『ジンジャー』誌（10月号）にて同誌の表紙に初登場。10月にはファッションブックの『菜々緒スタイルブック』と“超絶美脚写真集”こと『1028＿24』の2冊を同時発売。同時期には出身地にあたるさいたま市公認「さいたま市観光宣伝部長」の委嘱を受け、以降2014年まで同市の広報活動を担う運びともなった。2012年2月には、「ななお」つながりの縁で石川県七尾市の「七尾ふるさと大使」に任命された。
2013年には女性ファッション誌『an・an』3月発売号の表紙および巻頭グラビアに登場。同誌の表紙への登場は自身初のことであった。さらにファッションブランド「BLACK BY MOUSSY（ブラックバイマウジー）」の春夏季イメージモデル起用を受ける。このブランドの広告塔に日本人が起用されたのは史上初のことであった。
2014年には、それまで4年間にわたって出演していたテレビ番組『解禁!暴露ナイト』（テレビ東京系）の司会を3月をもって退任。同年、中村義洋監督作『白ゆき姫殺人事件』で映画初出演。
2015年、『ふたがしら』（WOWOW、6月13日 - 7月11日）で、時代劇初出演。また、同年10月期の『サイレーン 刑事×彼女×完全悪女』（フジテレビ系）での演技により「第2回コンフィデンスアワード・ドラマ賞」及び「第87回ザテレビジョンドラマアカデミー賞」助演女優賞ならびに「ギャラクシー賞」テレビ部門2015年12月度月間賞を受賞。『ファーストクラス』（フジテレビ系、2014年）に続いてアクの強い悪女役を演じ、“悪女キャラ”の第一人者として、女優として独自のポジションを確立した。
2016年には『好きな人がいること』でフジテレビ系「月9ドラマ」に初出演。2017年の『おんな城主 直虎』では徳川家康の正室・瀬名（築山殿）役を演じてNHK大河ドラマ初出演を果たした。

## 人物
- 名前の由来は母が読んでいた本に「七生」という登場人物がいてそれから命名しようとしたら、祖母に「もっと女の子らしい名前にしなさい」と言われ、漢字だけ変えて「菜々緒」になったという[48]。
- 身長172cm[49]、スリーサイズ80-57-86cm[2][3]、股下85cm[50]、9頭身[51]。血液型O型[4]。
- 兄がいる[52]。兄も188センチメートルの長身[53]。
- 趣味はゴルフと釣り、特技は書道（7年）とバレーボール[54]。
- 「ミスTGC」グランプリ獲得（2009年）以前の“下積み”期には焼肉店でのアルバイト経験を持ったという[55]。
- 晴れ女を自称している[56]。
- 指の関節をポキポキ鳴らす癖がある。それに気づいた『A LIFE〜愛しき人〜』（TBS）での共演者である浅野忠信が「そんなことしちゃだめだよ、綺麗な手が（傷みでもしたら）」と心配した。その優しさに「今年は指を鳴らさないようにします」と目標を立てた[57]。
- 歴代の恋人は男性だが、恋愛対象として女性を好きになったことがあると告白しており、「私にとって大事なのは人間として好むかどうか」「性別とか構造はどうでもいい」という[58]。
- 華奢な体形や高身長にコンプレックスを感じていたことから、「自分がコンプレックスを感じているところを好きになれるような職業に就きたい」とモデルを志した[59]。筋肉のついたメリハリのあるボディへの肉体改造を目指して、2014年11月より加圧トレーニングを開始。2015年に自身のインスタグラムで公表したところによれば、172センチメートルの身長に対し、体重46キログラム[60]。BMIの数値は15.5となる[61]。2017年3月には自身のTwitterにて筋トレや年齢を重ねて3キログラム増量し体重49キログラムとなったと公表し、50キログラムをベスト体重にしたいとしている[62][3]。
- 女優としては悪女やクールビューティーな役を演じることが多いが[63]、2017年4月放送の日本テレビ系連続ドラマ『ボク、運命の人です。』では珍しく明るく善良な女性を演じた[64]。
- 同じくモデルでタレントの佐藤かよは幼稚園から小学5年で佐藤が転校するまで一緒に遊んだ幼馴染で、セーラームーンが大好きな男の子だった佐藤と2人でままごとやセーラームーンごっこなどで遊んでいたという[65][66]。2人ともモデルの道へ進んだことで再会を果たし[65]、親友としてツイッターやブログなどの場でも交流の様子をたびたび披露している[67]。

### 評価
股下85センチの「美脚」に定評がある。“超絶美脚”と言われるその美脚はトレードマークとなっている。2012年には“最も美しい素足を持つ女性”として「素足ビューティーアワード」の初代を受賞。同年には篠田麻里子やローラ、および栗山千明と並んでの「ネイルクイーン」の受賞もあった。「gooランキング」集計「今テレビで活躍中の若手モデルランキング」にてローラに次いで佐々木希を凌ぐ2位（同年）。雑誌『an・an』における初表紙などが特筆された2013年には、壇蜜、剛力彩芽、今井華、水原希子、玉城ティナ、山本美月、紅蘭、ダレノガレ明美、押切もえ、光宗薫、およびマギーからなる11名とともにモデルプレスの選出による企画「女性ネットユーザーが選んだ今年の顔」でその名の言及を受けることともなった。バラエティー番組の出演にも積極的な姿勢を見せ、出演する際の姿勢として「テレビに出てる時は「可愛い」とか「綺麗」とか言ってもらえるより「面白い」と言われる事の方が何より嬉しい」と語っており、その姿勢がテレビ業界関係者からも高い評価を得ている。

### ステルスマーケティング
2010年12月10日、自身のブログで「友達から聞いたサイトですがかなり面白いので紹介します。普通のオークションと違って見ていて欲しいものが沢山。とりあえず見てみてください。」とペニーオークションの『劇的オークション』を紹介した。その後、『劇的オークション』は同じ運営グループの『ワールドオークション』に統合されたが、2012年に運営者らが逮捕されるに至った。これにより、ペニーオークションを用いた詐欺が発覚し、複数の日本の芸能人によるステルスマーケティングがあったことが判明した。当該ブログ記事は削除され、所属事務所は「落札したとは記しておらず、物品もお金も受け取っていません」と釈明したが、「外部から話を受けたマネジャーから依頼され、問題サイトの認識がないまま掲載してしまいました」とステルスマーケティングだったことを認めた。

## 受賞歴
- 2009年
  - プリンセスPINKYオーディション2009 準グランプリ
  - 第7回ミス東京ガールズコレクション グランプリ[20]
- 2010年
  - レースクイーン・オブ・ザ・イヤー（09-10）[83]
- 2012年
  - 素足ビューティーアワード[84]
  - ネイルクイーン（モデル部門）[85]
- 2014年
  - 第81回ザテレビジョンドラマアカデミー賞 助演女優賞（『ファースト・クラス』）[86]
- 2015年
  - 2015 55th ACC CM FESTIVAL・クラフト賞 フィルム部門 演技賞（『au三太郎シリーズ』）[87]
  - 第2回コンフィデンスアワード・ドラマ賞 助演女優賞（『サイレーン 刑事×彼女×完全悪女』）[88][89]
  - 第87回ザテレビジョンドラマアカデミー賞 助演女優賞（『サイレーン 刑事×彼女×完全悪女』）[90]
- 2016年
  - ギャラクシー賞 2015年12月度月間賞・第53回奨励賞（『サイレーン 刑事×彼女×完全悪女』）[44][91][92]
  - 第33回ベストジーニスト 一般選出部門（女性）[93]
  - 第14回クラリーノ美脚大賞2016 20代部門[94]
- 2019年
  - 第101回ザテレビジョンドラマアカデミー賞 助演女優賞（『インハンド』）[95]
  - 第23回日刊スポーツドラマグランプリ 助演女優賞（『インハンド』）[96]
- 2021年
  - 第107回ザテレビジョンドラマアカデミー賞 助演女優賞（『オー!マイ・ボス!恋は別冊で』）[97]
  - 第109回ザテレビジョンドラマアカデミー賞 助演女優賞（『TOKYO MER〜走る緊急救命室〜』）[98]

## 出演
主演作品は太字表記

### テレビドラマ
- ウレロ☆未確認少女（2011年11月4日・12月2日、テレビ東京） - 菜々緖/豊本13号 役
- 主に泣いてます（2012年7月7日 - 9月8日、フジテレビ） - 主演・紺野泉 役[99]
- ウレロ☆未完成少女（2012年9月7日、テレビ東京） - ミネルバ/豊本13号 役
- ラッキーセブンSP（2013年1月3日、フジテレビ） - 春香 役[100]
- ラスト♡シンデレラ（2013年4月11日 - 6月20日、フジテレビ） - 大神千代子 役[101]
- ミス・パイロット（2013年10月15日 - 12月24日、フジテレビ） - 鈴木倫子 役[102]
- 星新一ミステリーSP「程度の問題」（2014年2月15日、フジテレビ） - マリアンナ 役[103]
- ファースト・クラス（2014年4月19日 - 6月21日、フジテレビ） - 川島レミ絵 役[104]
  - フェイクドキュメンタリー「I AM REMIE〜敏腕編集者レミ絵の多忙な1日〜」（2014年10月2日（1日深夜））[105]
  - ファーストクラス（2014年10月15日 - 12月24日）[105]
- ほんとにあった怖い話（フジテレビ）
  - 15周年スペシャル「腕をちょうだい」（2014年8月16日） - 中川雅美 役
  - 夏の特別編2018「毟り取られた居場所」（2018年8月18日） - 主演・村田久美子 役[106]
- ティファニードラマスペシャル 夏の終わりに、恋をした。（2014年9月26日、フジテレビ） - 竹内七海 役[107]
- ドクターX〜外科医・大門未知子〜 第9話（2014年12月4日、テレビ朝日） - 九重真耶 役[108]
- まっしろ（2015年1月13日 - 3月17日、TBS） - 羽野明日香 役[109]
- ゴーストライター（2015年1月13日 - 3月17日、フジテレビ） - 塚田真奈美 役[110]
- ふたがしら（2015年6月13日 - 7月11日、WOWOW） - おこん 役[111]
  - ふたがしら2（2016年9月17日 - 10月15日）[112]
- 恋愛あるある。「社内恋愛あるある」（2015年6月24日、フジテレビ）[113]
- HEAT（2015年7月7日 - 9月1日、関西テレビ） - 結城エリ 役[114]
- 私たちがプロポーズされないのには、101の理由があってだな Season2 第1話（2015年9月2日、LaLa TV） - 主演・美園 役[115]
- サイレーン 刑事×彼女×完全悪女（2015年10月20日 - 12月15日、関西テレビ） - 橘カラ 役[116]
- ドラマスペシャル 家政婦は見た! 第2作（2015年12月5日、テレビ朝日） - 山口さやか 役[117]
- 怪盗 山猫（2016年1月16日 - 3月19日、日本テレビ） - 霧島さくら 役[118]
- 臨床犯罪学者 火村英生の推理 第6話（2016年2月21日、日本テレビ） - 霧島さくら 役[119]
- 好きな人がいること（2016年7月11日 - 9月19日、フジテレビ） - 高月楓 役[120]
- 大河ドラマ おんな城主 直虎（2017年1月8日 - 11月19日、NHK） - 瀬名（築山殿） 役[121]
- A LIFE〜愛しき人〜（2017年1月15日 - 3月19日、TBS） - 榊原実梨 役[122]
- ボク、運命の人です。（2017年4月15日 - 6月17日、日本テレビ） - 四谷三恵 役[123]
- BG〜身辺警護人〜（2018年1月18日 - 3月15日、テレビ朝日） - 菅沼まゆ 役[124]
- Missデビル 人事の悪魔・椿眞子（2018年4月14日 - 6月16日、日本テレビ） - 主演・椿眞子 役[125]
- リーガルV〜元弁護士・小鳥遊翔子〜（2018年10月11日 - 12月13日、テレビ朝日） - 白鳥美奈子 役[126]
- インハンド（2019年4月12日 - 6月21日、TBS） - 牧野巴 役[127]
- 4分間のマリーゴールド（2019年10月11日 - 12月13日、TBS） - ヒロイン・花巻沙羅 役[128]
- 常識の仮面はがします 秘密潜入員エース（2020年3月25日、NHK） - 主演[129]
- 七人の秘書（2020年10月22日 - 12月10日、テレビ朝日） - 長谷不二子 役[130]
  - 七人の秘書スペシャル（2022年10月2日）[131]
- オー!マイ・ボス!恋は別冊で（2021年1月12日 - 3月16日、TBS） - 宝来麗子 役[132]
- TOKYO MER〜走る緊急救命室〜（2021年7月4日 - 9月12日、TBS） - 蔵前夏梅 役[133]
  - TOKYO MER〜隅田川ミッション〜（2023年4月16日、TBS）[134]
- 言霊荘 第9話（2021年12月11日 - 、テレビ朝日） - 須貝空 役[135]
- 緊急取調室 新春ドラマスペシャル「特別招集 2022 8億円のお年玉」（2022年1月3日、テレビ朝日） - 松原しおり 役[136]
- ザ・トラベルナース（2022年10月20日 - 12月8日、テレビ朝日） - 郡司真都 役[137][138]
- 忍者に結婚は難しい（2023年1月5日 - 3月16日、フジテレビ） - 主演・草刈蛍 役[139][140]
- 無能の鷹（2024年10月11日 - 11月29日、テレビ朝日） - 主演・鷹野ツメ子 役[141][142]

### 配信ドラマ
- 指恋（2013年12月4日 - 、UULA） - 水野奈月役
- 今日からヒットマン（2014年10月1日 - 、BeeTV全4話） - 美沙子役 [143]

### 映画
- 白ゆき姫殺人事件（2014年、中村義洋監督） - 三木典子 役[144]
- 神様はバリにいる（2015年、李闘士男監督） - 香奈 役
- エイプリルフールズ（2015年、石川淳一監督） - 麗子 役
- グラスホッパー（2015年、瀧本智行監督） - 比与子 役
- さらば あぶない刑事（2016年、村川透監督） - 浜辺夏海 役[145]
- オオカミ少女と黒王子（2016年、廣木隆一監督） - 佐田怜香 役
- 土竜の唄 香港狂騒曲（2016年） - 胡蜂（フォーフォン） 役
- 銀魂（2017年、福田雄一監督） - 来島また子 役[146]
- マスカレード・ホテル（2019年、鈴木雅之監督） - 安野絵里子 役[147]
- ヲタクに恋は難しい（2020年、福田雄一監督） - 小柳花子 役[148]
- 地獄の花園（2021年、 関和亮監督） - 安藤朱里 役[149]
- 七人の秘書 THE MOVIE（2022年10月7日、田村直己監督） - 長谷不二子 役[150]
- 劇場版TOKYO MER〜走る緊急救命室〜（2023年4月28日、松木彩監督） - 蔵前夏梅 役[151][152]
  - 劇場版TOKYO MER〜走る緊急救命室〜南海ミッション（2025年8月1日、杉木彩監督）[153]
- 怪物の木こり（2023年12月1日、三池崇史監督） - 戸城嵐子 役[154]
- キャンドルスティック（2025年7月4日、米倉強太監督） - 杏子 役[155]

### 劇場アニメ
- ONE PIECE FILM GOLD（2016年7月23日、東映） - バカラ 役[156]
- 美少女戦士セーラームーンEternal（2021年1月8日・2月11日、東映） - ネヘレニア 役[157]

### 吹き替え
- G.I.ジョー バック2リベンジ（2013年6月8日） - レディ・ジェイ 役[158]
- シュガー・ラッシュ:オンライン（2018年12月21日） - シャンク 役[159]

### テレビアニメ
- サザエさん（2016年7月24日、フジテレビ） - 悪女エリカ 役 [160]

### ゲーム
- 妖怪ウォッチ3 スシ/テンプラ[161]（2016年7月16日、レベルファイブ） - カクリー 役

### バラエティ
- バニラ気分!（2009年7月度、フジテレビ） - アシスタント
- ブランディア〜うれしいことさがそう!〜（2010年4月 - 2011年9月、日本海テレビ） - MC
- くだまき八兵衛（2010年4月 - 2012年9月、テレビ東京） - 準レギュラー
- ハッピーMusic（2010年7月 - 、日本テレビ） - 準レギュラー
- サンデージャポン（2011年4月 - 、TBS） - 不定期出演
- battle for money 戦闘中（2012年5月19日・10月14日・2013年4月7日、フジテレビ）
- run for money 逃走中（2012年7月3日・2013年1月6日、13日、フジテレビ）
- 解禁!暴露ナイト（2012年10月 - 2014年3月、テレビ東京） - レギュラー
- みんなのKEIBA2011（フジテレビ） - 中山競馬場開催時のみ出演。想定オッズや配当（払い戻し）読みを担当した。
- EXCITING TIME（2013年4月 - 、フジテレビ） - MC
- 痛快TV スカッとジャパン（2014年10月20日 - 、フジテレビ） - エリカシリーズ
- とんねるずのみなさんのおかげでした（2015年2月5日、フジテレビ） - 妖怪、話題のお店に行く企画- ひょっとこマン（木梨憲武）の妹、ひょっとこウーマンに扮した。
- とんねるずのみなさんのおかげでした（2015年8月20日、フジテレビ） - 食わず嫌い王決定戦

### ラジオ
- イマドキッ シーズン2（2009年11月8日 - 2010年4月11日、MBSラジオ）
- パックンたまご（2010年10月8日 - 2011年4月15日、MBSラジオ）
  - われらイマドキッ!〜DOKODOKI商品研究所〜（2010年4月24日 - 10月2日、MBSラジオ）

### CM・広告
- グランドハイアット東京「ブライダル」
- candymagic「Victoria 1day by candymagic」
- E☆エブリスタ
- ハルカジャパン「modeline」
- 花王「エッセンシャル」
- 八十二銀行
- 西善商事
- 日本セレモニー（FIVESTAR WEDDING） - 理沙 役
- Shick「Intuition」
- 日本コカ・コーラ
  - 爽健美茶（2010年 - ）
  - シュウェップス[162][163]
- イチジク製薬「リセッチ」（2012年）
- 新生銀行「レイク」（2012年）
- 建設業労働災害防止協会（2012年）[164]
- サントリー食品インターナショナル BOSS贅沢微糖（2013年2月 - ）[165]
- デファクトスタンダード ブランディア（2015年 - ）[166]
- KDDI「au三太郎シリーズ」（2015年 - ） - 乙姫（乙ちゃん） 役[167]
- P&G
  - 「ファブリーズMEN」（2015年）[168]
  - 「パンテーン」（2016年 - ）[169][170]
- ミニストップ
  - 「ベルギーチョコプリンパフェ」（2015年）[171]
  - 「プレミアム和栗モンブランソフト」（2015年）[172]
- レキットベンキーザー・ジャパン メディキュット[173][174][175][176][177][178][179][180][181][182][183][184][185][186][187][188][189][190][191][192][193][194][195][196][197][198]
- トリンプ・インターナショナル「ESSENCE by Triumph」（2016年） - イメージ・キャラクター [199]
- オープンハウス「犬のジョン」シリーズ 「店舗」篇（2016年） - ネコ 役 ※織田裕二と共演[200]
- アサヒビール アサヒもぎたて（2016年）[201]
- 森アーツセンターギャラリー 「ルーヴル美術館特別展『ルーヴルNo.9 〜漫画、9番目の芸術〜』」（2016年） - スペシャルサポーター [202]
- トヨタ自動車「タンク」（2016年）[203]
- ACジャパン「苦情殺到!桃太郎」（ラジオのみ、2017年）
- スクウェア・エニックス ディシディア ファイナル ファンタジー オペラオムニア（2017年5月 - ）[204]
- グリコ「プリッツ」（2018年）
- ジョンソン・エンド・ジョンソン 薬用リステリントータルケア（2019年）
- エースコックラーメンモッチッチ（2019年）[205]
- カネボウ
  - コフレドール（2018年1月 - ）[206]
    - ベースメイク「Twinkle Night Collection」篇（2019年9月 - ）
    - ポイントメイク「スイッチ・カラー」篇（2019年11月 - ）
    - ポイントメイク「スキンシンクロルージュ」篇（2019年11月 - ）

  - ALLIE（アリィー）（2018年4月 - ）[207]
- Lilith Games Rise of Kingdoms―万国覚醒―（2019年12月 - ）[208]
- サントリー オールフリー（2020年3月 - ）[209]
- 東京シティ競馬（2021年6月 - ）[210][211][212][213]
- グッドコムアセット（2021年11月 - ）[214]
- ニベア花王 「ニベア　美容オイルクレンジング」（2022年 - ）
- サントリー「サントリーオールフリー」（2023年 - ）[215]
- SKECHERS（2024年 - ）[216]
- 松井証券「ラップでMATSUI」篇（2024年 - ）[217]
- カーセンサー
  - 「菜々緒さんとカーモ 登場」篇・「菜々緒さんとカーモ・探す」篇（2025年1月 - ）[218]
  - 「ナナオとナナエ 双子姉妹」篇・「ナナオとナナエ 車検前の買い替え」篇（2025年8月 - ）※秋山竜次と共演[219]
- 昭和西川「MuAtsu」（2025年 - ）[220]

## 作品

### CD（G☆RACE）
- SUPER EUROBEAT presents SUPER GT 2010（2010年4月28日、avex trax） 曲名「FLY HIGH!!」
- SUPER EUROBEAT presents SUPER GT 2010 -Second Round-（2010年9月8日、avex trax） 曲名「FLY AGAIN」

### DVD
- FOUR O'CLOCK（2010年4月9日、イーネットフロンティア）[221]

## 書籍

### 雑誌連載
- PINKY（2009年 - 2010年、集英社）
- non-no（2010年4月 - 2011年?[要出典]、集英社）
- GINGER（2011年5月 - 、幻冬舎）

### ファッションブック
- 菜々緒スタイルブック（2012年、幻冬舎、ISBN 978-4-344-02256-0）[222]

### 写真集
- 1028_24 菜々緒 超絶美脚写真集（2012年、幻冬舎、ISBN 978-4-344-02257-7）[223]